# Tres Cruces (Argentina)
Este artículo se refiere a la localidad Argentina, para otros significados de Tres Cruces, ver Tres Cruces (desambiguación)
Tres Cruces  es una localidad de la Puna argentina, situada en el norte de la provincia de Jujuy, perteneciente al departamento Humahuaca.
Por su altitud de 3.693 m s. n. m., es la segunda localidad más elevada de la provincia de Jujuy, tomando en consideración las que poseen organización municipal.
Incluyendo la población rural, tiene 456 habitantes (Indec, 2001), mientras que el área urbana posee 431 habitantes (Indec, 2001), menor a los 604 habitantes (Indec, 1991) del censo anterior.

## Turismo
Es considerada el portal de Puna argentina, por ser la primera localidad de esa altiplanicie a la que se accede desde el sur, a través de la Quebrada de Humahuaca, surcada por el ramal ferroviario que se extiende desde la capital provincial hasta La Quiaca; y por la Ruta Nacional 9, que la comunica con la cabecera departamental, 60 km al sudeste, y con la localidad de Abra Pampa, a 26 km al norte, que es el centro de servicios más próximo.
Cercana a  Tres Cruces  se ubica la geoforma Puente del Diablo Jujeño. 
El Puente del Diablo se encuentra en Tres Cruces, antes de llegar a la localidad de Abra Pampa,  ubicado sobre en el cerro del Espinazo del Diablo a unos 4000 m s. n. m. Se puede apreciar desde la Ruta Nacional 9 (Argentina) «Dicen que venía una compañía de soldados con su jefe, huyendo. Era tiempo de guerra. El enemigo los perseguía. Llegaron al primer cerro y no tenían paso para seguir. No podían saltar los caballos de un cerro al otro porque abajo había precipicio. Cuando el jefe calculó que los iban a matar los enemigos, en la desesperación, dijo:—Siquiera viniera el diablo y me tirara un puente. Le daría el alma. Estaba oscureciendo. Ahí mismo se presentó un hombre a caballo, y le dijo que qué se le ofrecía, que él era el diablo. Y el jefe le dijo que al diablo le daría el alma si los hacía pasar. El diablo le dijo que si él terminaba el puente antes que el gallo cantara por tercera vez, era de él su alma y se lo llevaba, y que si no podía terminarlo, se salvaba. El jefe aceptó.
La noche se había hecho muy oscura y los soldados oyeron que cientos de hombres picaban la piedra y trabajaban en el aire, entre los cerros. Trabajaron toda la noche los trabajadores del diablo.
Pasada la media noche, se oyó el canto de un gallo, de un puestito lejano. Se oyó entonces que redoblaba el repiqueteo de los picos en la piedra. Al rato, se oyó el segundo canto del gallo, y más fuerte se oía el trajín del diablo. Ya albeando, vieron los soldados, desesperados, que solo faltaba un jeme para que la punta del puente tocara el otro cerro. En ese momento se oyó el tercer canto del gallo, y como un milagro se acabó el trabajo. Se oyó una gran explosión y se vio una humareda con olor a azufre, y desaparecieron todos los diablos. Se salvó así el jefe y sus soldados porque durante toda la noche habían estado, rezando y haciendo promesas a los santos de los que eran devotos.
Con la luz del día pudieron pasar y dispararon antes que llegara el enemigo. Así quedó formado el Puente del Diablo.»

## Sismicidad
La sismicidad del área de Jujuy es frecuente y de intensidad baja, y un silencio sísmico de terremotos medios a graves cada 40 años.
- Sismo de 1863: aunque dicha actividad geológica catastrófica, ocurre desde épocas prehistóricas, el terremoto del 4 de enero de 1863 (162 años),[3] señaló un hito importante dentro de la historia de eventos sísmicos jujeños, con 6.4 Richter.[2]
- Sismo de 1948: el 25 de agosto de 1848 (176 años) con 7.0 Richter, el cual destruyó edificaciones y abrió numerosas grietas en inmensas zonas[3][2]
- Sismo de 2011: el 6 de octubre de 2011 (13 años) con 6.2 Richter, produjo rotura de vidrios y mampostería.[2]